# Loira Atlántico
Loira Atlántico (44; en francés: Loire-Atlantique) es un departamento francés situado en la región de Países del Loira, aunque histórica y culturalmente siempre fue parte de Bretaña.
El departamento fue creado en 1790 tras el desmembramiento de la provincia de Bretaña, con el nombre de Loira Inferior (en francés: Loire-Inférieure).

## Geografía
El departamento tiene un área de 6.815 km², que en términos de extensión es equivalente a la mitad de Montenegro. Limita al norte con Morbihan e Ille y Vilaine, al este con Maine y Loira, al sur con Vendée, y al oeste con el océano Atlántico.

## Demografía
| 1801    | 1831    | 1841    | 1851    | 1856    | 1861      | 1866      |
| ------- | ------- | ------- | ------- | ------- | --------- | --------- |
| 369.305 | 470.093 | 486.806 | 553.664 | 555.996 | 580.207   | 598.598   |
| 1872    | 1876    | 1881    | 1886    | 1891    | 1896      | 1901      |
| 602.206 | 612.972 | 625.625 | 643.884 | 645.263 | 646.172   | 664.971   |
| 1906    | 1911    | 1921    | 1926    | 1931    | 1936      | 1946      |
| 666.748 | 669.920 | 649.691 | 651.487 | 652.079 | 659.428   | 665.064   |
| 1954    | 1962    | 1968    | 1975    | 1982    | 1990      | 1999      |
| 733.575 | 803.372 | 861.452 | 934.499 | 995.498 | 1.052.183 | 1.134.266 |

Las mayores ciudades del departamento son (datos del censo de 1999):
- Nantes: 277.728 habitantes, 800.000 en la aglomeración.
- Saint-Nazaire: 60.874 habitantes, 136.886 en la aglomeración.

## Historia
El departamento de Loira Atlántico fue uno de los 83 departamentos originales creados durante la Revolución francesa, el 4 de marzo de 1790 (en aplicación de la ley del 22 de diciembre de 1789). Fue creado a partir de una parte de la antigua provincia de Bretaña bajo la denominación de Loira Inferior (Loire-Inférieure), nombre que conservó hasta el 9 de marzo de 1957, cuando adoptó el actual de Loira Atlántico.

## Política
Desde las elecciones cantonales de 2004, el presidente del Consejo General es el socialista Patrick Mareschal. Este es el primer presidente de izquierda que ha tenido este departamento, pues desde la Revolución francesa siempre había estado gobernado por la derecha.